# Fiódor Simaixov
Fiódor Simaixov (en rus: Федор Петрович Симашев) (Verkhnibagriaj, Unió Soviètica 1945 - Zainsk, Federació Russa 1997) fou un esquiador de fons soviètic que destacà a la dècada del 1970.

## Biografia
Va néixer el 13 de març de 1945 a la ciutat de Verkhnibagriaj, població situada a la república de Tatarstan que en aquells moments formava part de la Unió Soviètica i que avui en dia forma part de la Federació Russa.
Va morir el 20 de desembre de 1997 a la ciutat de Zainsk, població situada també a la república de Tatarstan.

## Carrera esportiva
Membre de Dínamo de Moscou, l'any 1968 participà en els Jocs Olímpics d'hivern realitzats a Grenoble (França), on finalitzà 26è en la prova de 15 quilòmetres. En els Jocs Olímpics d'Hivern de 1972 realitzats a Sapporo (Japó) participà en les quatre proves disputades, finalitzant primer en els relleus 4x10 km, segon en els 15 km, sisè en els 30 km i vuitè en els 50 quilòmetres.
En el Campionat del Món d'esquí nòrdic aconseguí guanyar la medalla d'or en els relleus per equips l'any 1970 a Vysoké Tatry (Txecoslovàquia), on també aconseguí guanyar el bronze en la prova de 15 quilòmetres, i la medalla de plata el 1974 a Falun (Suècia) en la prova de relleus.
L'any 1972 fou guardonat amb l'Orde de la Insígnia d'Honor.